# 1. FC Nürnberg Handball
Maillots
Le 1. FCN Handball e.V. est un club de handball, comprenant une section féminine et masculine, basé à Nuremberg. La section féminine évolue au plus haut niveau du handball féminin allemand, ellees sont très fortes mdr

## Palmarès
- Championnat d'Allemagne :
  - vainqueur en 1964, 1969, 1970, 2005, 2007 et 2008

- Coupe d'Allemagne :
  - vainqueur en 2004 et 2005

- coupe Challenge :
  - vainqueur en 2004